# Бабекский район
Бабекский район (азерб. Babək rayonu) — район в составе Нахичеванской Автономной Республики Азербайджана. Административный центр — город Бабек.

## История
Бабекский район создан 23 октября 1978 года вместо Нахичеванского района. Назван в честь Бабека.

## География
На северо-западе район граничит с Арменией, на юге — с Ираном. Территория района составляет 828,42 км2.
Северная часть района состоит из хребта Дюздаг (Анабадгадик, 2081 м), Даралагезского хребта (гора Бузгов, 2475 м) и хребта Кызылбогаз (Кызылбогаз, 1179 м). Восточная часть состоит из Зангезурского хребта (Нахаджир, 1807 м). Южная часть — из Гюлистанской равнины (Нохудда, 1677 м). Западная часть района — Нахичевань. В центральной части, на юге и юго-западе располагаются склоны. Это Нахичеванская равнина, равнины Беюкдюза и Гюлюстана.
Рельеф района состоит частично из горных районов.
Самая высшая точка — гора Бузгов (2475).

### Реки и водохранилища
Основными реками являются Аракс, Джагричай, Сирабчай, Гахабчай. Исток Джагричая расположен на Даралагезском хребте (2320 м). Сирабчай и Гахабчай являются левыми притоками реки Нахчыванчай. Эти реки в основном питаются дождем и подземными водами.
Данные реки играют важную роль в орошении.
В районе построены водохранилища Узуноба, Нехрам, Сираб, Джахри и Гахаб и оросительные каналы.
В регионе также находятся минеральные источники Сираб, Вайхир, Джагри, Гахаб.

### Климат
Лето жаркое сухое, зима холодная. Средняя температура января: от −10 °C до −3 °C, июля: от +15 °C до +28 °C. Максимальная зафиксированная температура: +43°С. Минимальная зафиксированная температура: −30°С. Количество осадков: 200 — 600мм в год.

### Природа
Произрастают растения, характерные для пустынного, полупустынного, водно-болотного ландшафта. В северных районах распространены серые и серо-луговые, горно-каштановые почвы.
Животные характерные для данного региона: иранский леопард, рысь, волк, койот, лиса, барсук.
Территория области богата минералами, такими как каменная соль и строительные ископаемые материалы.

## Административно-территориальное деление
Район состоит из 1 города, 2 посёлков, 33 сёл., в том числе г. Бабек, посёлки Нехрам, Джагри, сёла Араз, Ашагы Бузгов, Ашагы Узуноба, Бадашхан, Чешмябасар, Дидивар, Гярмячатаг, Гёйнюк, Гюлшянабад, Гюзнют, Гадживар, Халхал, Халили, Кальбаорудж Дизя, Керимбейли, Кюльтепе, Гахаб, Гарагала, Мамедрза Дизя, Мазра, Нахышнаргиз, Наджафалидизя, Нахаджир, Назарабад, Пайыз, Сираб, Шекерабад, Шихмахмуд, Вайхыр, Ярымджа, Юхары Бузгов, Юхары Узуноба, Зейнеддин.
С 9 июня 2009 года согласно Указу Президента Азербайджанской Республики села Булкан, Гарачуг, Гараханбейли, Тумбул и Хаджиният Бабекского района включены в сферу административно-территориальной единицы города Нахичевань.
28 ноября 2014 года указом Президента Азербайджанской Республики села Нахаджир и Гейнюк района Джульфы были ликвидированы и включены в состав административной территории Бабекского района.
В 2015 году село Гошадизе было ликвидировано и присоединено к административной территории города Бабек.
Ликвидированные сёла: Азнабурд, Суст.

## Население
| Год      | 2020   | 2022   | 2023   |
| -------- | ------ | ------ | ------ |
| тыс. чел | 76 200 | 76 752 | 77 342 |

На 1 января 2020 года плотность населения составляла 92 чел./км2.
На 1 января 2023 года в районе проживало 38 634 мужчин, 38 708 женщин.

## Экономика
Район входит в Нахичеванский экономический район.
В районе располагаются залежи камня, соли, минералов.
Действует кирпичный завод, производящий 25 тыс. кирпичей в сутки, завод минеральной воды «Сираб», завод облицовочных плит, производство пищевой соли, строительных материалов.
В области сельского хозяйства развивается зерноводство, плодоводство, выращивание бахчевых, овощеводство.
1 декабря 2015 года около с. Халхал открыта Нахичеванская солнечная электростанция мощностью 20 мегаватт. Станция рассчитана на выработку ежегодно 30 млн квт.-ч. электроэнергии.

## Инфраструктура
В районе действуют 36 школ, 35 библиотек, дворец культуры, 13 домов культуры, театр, 2 музея, 5 детских музыкальных школ, центральная районная поликлиника, 2 участковые поликлиники, 13 врачебных амбулаторий, 18 фельдшерских пунктов.
По территории района проходит 166,5 км дорог республиканского значения, 267,5 км дорог местного значения. Действует железная дорога «Ордубад — Шарур».
30 мая 2012 открыта магистральная автомобильная дорога Нахичевань — Джульфа, соединяющая район с г. Нахичевань.

## Главы
Первые секретари районного комитета партии:
- Джалил Аббасов
- Имран Гасанов
- Лятиф Зейналов (1946 — ?)
- Гафар Гаджиев (1948 — ?)
- Мамедали Тарвердиев (1949—1951)
- Гусейн Алиев (1953 — ?)
- Юнус Гасымов (1958 — ?)
- Сафарали Бабаев[азерб.] (1960—1963)
- Вахид Джалилов
- Казим Сулейманов[азерб.] (1983—1989)
- Акбер Алиев[азерб.] (1989 — апрель 1991)

С 1991:
- Тахир Алиев[азерб.] (28 апреля 1994 — 1 апреля 1998)[13][14]
- Баба Алиев (1 апреля 1998 — 11 мая 2005)[15][16]
- Эльчин Гусейналиев (11 мая 2005 — 14 марта 2016)[17][18][19]
- Расим Гусейнов (14 марта 2016 — 29 апреля 2024)[20][21][22]
- Овни Мурадов (с 29 апреля 2024)[23]

## Достопримечательности
- Нахичеванский Некрополь[англ.]. Находится на окраине города Нахичевань и относится к периоду ранней и средней бронзы
- поселение Кюльтепе I. Относится к периоду раннего железа, расположено в поселке Кюльтепе
- поселение Кюльтепе II
- поселение Гявуркала. Относится к периоду бронзы (3—2-е тысячелетие до н. э.). Расположено на левом берегу реки Аракс
- комплекс Нарынгала[азерб.]. Находится в центральной части района. Население занималось сельским хозяйством, животноводством, металлообработкой и гончарным делом
- крепость Чалхангала
- Курганы Чалхангала[азерб.], относящиеся ко 2-му тысячелетию до н. э. (находятся в деревне Чалхангала[азерб.][24][25])
- Археологический памятник Учан-Агиль
- крепость Аббас-Абад
- Мавзолей Имамзаде[азерб.] XVIII века. Расположен в посёлке Нехрам